# Hamid Merakchi
Hamid Merakchi (Aïn Témouchent, 1976. január 28. – Marseille, 2024. november 16.) válogatott algériai labdarúgó, csatár.

## Pályafutása

### Klubcsapatban
1994 és 1996 között a CR Témouchent, 1996 és 1998 között az ES Mostaganem labdarúgója volt. Az 1997–98-as idényben hét góllal bajnoki gólkirály lett. 1998 és 2000 között a török Gençlerbirliği csapatában szerepelt. 2000–01-ben az MC Alger, 2001 és 2003 között a WA Tlemcen, 2003-ban az MC Oran, 2004-ben az USM El Harrach, 2005-ben a WA Mostaganem játékosa volt. A WA Tlemcen együttesével egy algériai kupagyőzelmet ért el.

### A válogatottban
1998–98-ben négy alkalommal szerepelt az algériai válogatottban és négy gólt szerzett. Részt vett a 2000-es afrikai nemzetek kupáján, ahol az algériai válogatott a negyeddöntőben esett ki.

## Sikerei, díjai
ES Mostaganem
- Algériai bajnokság
  - gólkirály: 1997–98 (7 gól)

 WA Tlemcen
- Algériai kupa
  - győztes: 2002